# Лосский, Константин Владимирович
Константин Лосский (укр. Костянтин (Кость) Лоський; 28 января 1864, Санкт-Петербург — 14 октября 1933, Прага) — украинский правовед, историк, дипломат, общественный и политический деятель.

## Биография
Изучал право в Петербургском и историю в Варшавском университетах. С 1896 г. сотрудничал в журнале «Исторический вестник». Много лет работал на Холмщине, в 1906—1907 гг. редактор газеты «Буг».
С весны 1917 г. принимал участие в работе Центральной Рады. С мая 1917 г. комиссар Временного правительства в Бучацком уезде, с июня товарищ губернского комиссара Тернопольской губернии, затем исполняющий обязанности губернского комиссара. Осенью 1917 — весной 1918 гг. возглавлял департамент в Генеральном секретариате внутренних дел УНР, также работал в Генеральном секретариате иностранных дел.
Истинная федерация Украины с Россией будет возможна только тогда, когда русский большевизм безо всяких воздействий со стороны, сам себя изживёт и, доведя русский народ до окончательного разложения, создаст так сказать удобрение, навоз для развития в этом народе зачатков государственного смысла.Константин Лосский о вероятной федерации Украины с Россией, 1918 г.
В 1918—1920 гг. — посол Украинской державы (затем УНР) в Финляндии, Швеции и Дании (с резиденцией в Стокгольме).
С 1920 г. в эмиграции в Чехословакии. Профессор римского права Украинского свободного университета, декан юридического факультета (1927—1928), проректор (1929—1930). С 1928 г. член НТШ.
Переводил Шевченко, Чехова, Гейне, Байрона.

## Семья
Сын Игорь (1900—1936), участник боя под Крутами, референт министерства иностранных дел Украинской державы (затем УНР), историк.

## Сочинения
- Украинский вопрос, Россия и Антанта. Гельсингфорс, 1918. (под псевдонимом К. Вышевич)
- La souveraineté ukrainienne dans son passé, son présent et son avenir. Stockholm, 1919.
- Нарис римської історії. Гельсінгфорс, 1919.
- Короткий нарис грецької історії. Прага, 1921.
- Історія і система римського приватного права. [Б. м.], 1921. Т. 1; Прага, 1923—1924. Т. 2-3.